# The Village (roman)
Pour les articles homonymes, voir The Village.
The Village est un roman de Mulk Raj Anand, paru en 1939. Ce livre est le premier de la trilogie qui comprend aussi Across the Black Waters et The Sword and the Sickle.
L’intrigue se concentre sur la structure politique de l’Inde, surtout l’action britannique et le mouvement de l’indépendance. Le roman tourne autour de la vie de Lal Singh, un paysan venant du Pendjab, de ses bouffonneries allant à l’encontre des normes sociales du village, de son recrutement dans l’armée et ses difficultés dans l’armée et de son retour dans le village.